# Museu del Monestir (Sant Joan de les Abadesses)
El Museu del Monestir és una obra de Sant Joan de les Abadesses (Ripollès) protegida com a Bé Cultural d'Interès Local.

## Descripció
L'edifici que ocupa el museu del monestir era, abans de ser remodelat, la casa rectoral de la parròquia. L'accés des de l'exterior es fa per la plaça de l'Abadia i comunica directament amb el claustre gòtic del monestir. Està format per la planta baixa i un pis; la teulada és a dues aigües. L'edifici va ser refet l'any 1963 per Raimon Duran i Reynals, que sobretot, va fer endarrerir la línia de façana d'aquest edifici. L'adaptació per a ser museu es va realitzar els anys immediats abans de la seva inauguració, el 6 de juliol de 1975; d'aquestes obres cal destacar especialment l'esvelta escala de maó, amb volta catalana, obra de Francesc Fajula i Pellicer.